# O Gotejar da Luz
O Gotejar da Luz és una pel·lícula coproduïda per Portugal i Moçambic de 2002 dirigit per Fernando Vendrell. L'acció es desenvolupa al Moçambic colonial dels anys 1950.
La pel·lícula es va estrenar el 8 de febrer de 2002 al cinema Xénon (Maputo), a Moçambic, e el 15 de febrer a Lisboa, als cinemes São Jorge i Quarteto, al mateix temps que s'estrenava en unes altres quatre sales, en territori portuguès.

## Repartiment
- Luis Sarmento (Rui Pedro als 50 anys)
- Filipe Carvalho (Rui Pedro als 14 anys)
- Amaral Matos (Jacopo)
- Alexandra Antunes (Ana)
- Alberto Magassela (Guinda)
- Marco d'Almeida (Carlos)
- Teresa Madruga (Pastor)
- António Fonseca (César)
- Carlos Gomes (Castro)
- Carla Bolito (Isaura)
- Vitor Norte (Barroso)
- Marenguele Mawhayi (Fombe)
- Ana Magaia
- Alfredo Ernesto

## Argument
L'acció es desenvolupa al Moçambic colonial dels anys 1950. Retrata la vida d'un adolescent que, durant les vacances d'estiu, es veurà embolicat en esdeveniments dramàtics que marcaran la seva vida.
Rui viu la seva infantesa en una terra perduda al bosc. Fill de colons portuguesos, aviat va aprendre a reconèixer dues realitats, Europa i Àfrica. La seva vida va estar marcada per una elecció permanent entre les dues ribes del riu Púnguè dues cultures, blanca i negra, el cap i el "esclau", la violència i la pau, l'amor i la passió. Enfront de la destrucció tràgica i inevitable de la seva infància, als catorze anys, Rui Pedro finalment tria el seu marge. Ara recerca de les restes dels camps de cotó on va créixer. Redescobreix Jacopo, un vell amic, el seu "Pare" negre, que li va ensenyar a respectar la natura i la cultura africana.
La pel·lícula es basa en el conte "O Lento Gotejar da Luz", de Teodomiro Leite de Vasconcelos, periodista i escriptor que va créixer a Moçambic i que va deixar el seu país per raons polítiques.

## Festivals
- 30a Mostra Internacional de Cinema de S. Paulo (2001)
- 62a Edició del Festival de Cinema de Berlín Arxivat 2007-03-11 a Wayback Machine. (2002)
- O Gotejar da Luz Arxivat 2007-09-30 a Wayback Machine. al Festival de Berlín (Câmara de Comércio Portugal Moçambique)
- Festival des Trois Continents Arxivat 2008-07-01 a Wayback Machine. (Nantes, França - 2002)
- 26a Mostra Brasilera de Cinema (2002)
- 43è Festival Internacional de Cinema de Salènica Arxivat 2007-09-27 a Wayback Machine. (Grècia - 2002)
- Cinémas d'Afrique Arxivat 2006-11-28 a Wayback Machine. (22è Festival Internacional de Cinema d'Amiens – França - 2002)
- Commomwealth Film Festival, Manchester (Anglaterra)
- 28a Mostra de Cinema de S. Paulo (2004)
- Festival de la CPLP Arxivat 2007-10-31 a Wayback Machine. (2006)